# 都會森林公園
都會森林公園由嘉義公園、嘉義植物園、及新闢園區所組成。新闢園區原為植物園東邊墓區，於2006年公告進行遷葬，於2009年2月17日遷葬完成並由建設局開始建造。於2014年4月9號揭牌開放，公園面積占地36.24公頃。

## 嘉義市文化資產
公園內有林母郭孺人暨二子壽域墓為嘉義市文化資產。

## 外部連結
- 都會森林公園 - 嘉義市政府建設處